# Tiocianat de sodi
El tiocianat de sodi és un compost inorgànic, del grup de les sals, que està constituït per anions tiocianat {\displaystyle {\ce {SCN-}}} i cations sodi (1+) {\displaystyle {\ce {Na+}}}, la qual fórmula química és {\displaystyle {\ce {NaSCN}}}. S'empra en agricultura com a fungicida.

## Propietats
El tiocianat de potassi es presenta en forma de cristalls blancs, amb una densitat d'1,7 g/cm³ i un punt de fusió de 287 °C. És un compost molt soluble en aigua (139 g en 100 g d'aigua a 21 °C). Es descompon si se'l escalfa a 368 °C.

## Aplicacions
S'empra com herbicida.